# Lineback
La lineback est une race bovine originaire des États-Unis d'Amérique.

## Origine
Elle est issue de la même origine que la holstein. Au XVIIIe siècle, cette couleur de robe était courante en Europe. Des individus exportés en Amérique du Nord ont donné les races lineback et randall. 
Cette race a grandement été améliorée par la sélection de ses individus mais aussi par l'introduction de sang holstein. Elle ne représente qu'un faible pourcentage de l'effectif laitier américain.

## Morphologie
Elle porte une robe pie noire, avec la ligne dorsale et le ventre blancs. La nuance des taches peut aller du gris au bleu ou au noir. Les muqueuses sont noires.
C'est une race de grande taille. Elle a une morphologie de laitière avec une ossature fine et des mamelles volumineuses.

## Aptitudes
Autrefois race à tout faire, lait, viande, traction, elle a ensuite été sélectionnée intensivement pour développer ses capacités laitières. Sa production est un peu plus faible que celle de la holstein mais le taux de matière grasse est supérieur.
C'est une race sans problèmes, apte à l'élevage intensif et bonne transformatrice de fourrage en lait. Elle vêle facilement, même croisée avec un taureau de race bouchère.